# Nemoscolus turricola
Nemoscolus turricola là một loài nhện trong họ Araneidae.
Loài này thuộc chi Nemoscolus. Nemoscolus turricola được Lucien Berland miêu tả năm 1933.